# Hofburg
Hofburg je kompleks imperijalnih palača u samom centru Beča i službena rezidencija predsjednika Republike Austrije. Od 1438. do 1583. i od 1612. do 1806. godine je zdanje dinastije Habsburg bio je rezidencija kraljeva i vladara Svetog rimskog carstva, te potom zimska rezidencija vladara Austro-Ugarske do 1918. godine. Područje Hofburga je dokumentirano sjedište vlada od 1279. raznih carstava i republika. Tijekom stoljeća je dograđivan, a na njemu su radili razni arhitekti Filiberto Luchese, Lodovico Burnacini, Martino Carlone, Domenico Carlone, Lukas von Hildebrandt, Joseph Emanuel Fischer von Erlach i Johann Fischer von Erlach.

## Vanjske poveznice
- Hofburg Congress Centar
- Bečki Hofburg Orkestar
- Hofburg palača informacije i fotografije  Arhivirana inačica izvorne stranice od 26. veljače 2008. (Wayback Machine)